# CorelDRAW Graphics Suite
CorelDRAW Graphics Suite（コーレルドロー グラフィックス スイーツ）は、コーレル株式会社が発売している Microsoft Windows と MacOS 向けデザイン用アプリケーションソフトウェアの統合パッケージである。

## 概要
CorelDRAW Graphics Suiteは、プロのデザイナーが必要とする機能（CMYK、カラーマネージメント、AI形式など）を搭載した総合的なグラフィックデザインソフトウェアパッケージである。操作は比較的直観的で、右クリックメニューからの機能呼び出しや編集が可能であり、初心者からプロまで幅広いユーザーを対象としている。
CorelDRAWは同梱されている各ソフトウェアと連携することが可能である。例えば、配置した画像を右クリックし「画像を編集」を選択するとCorel PHOTO-PAINTが起動し、人物の合成など詳細な編集が可能となる。また、画像を選択して「クイックトレース」や「輪郭トレース」を選択するとCorel PowerTRACEが起動し、ラスタ画像からベクタ画像への変換が可能である。Corel Font Managerで整理したりお気に入りに設定したフォントは、CorelDRAWやPHOTO-PAINTでも反映される。
海外ではAdobe IllustratorとAdobe Photoshopの二つとよく比較される。
- Adobe製品と比較し、買い切り版も存在するため導入コストが比較的低く抑えられる。
- Corel PowerTRACEは、Corelが買収したmicrografx社のdesignerに由来する技術を使用しており、ラスタ画像からベクター画像への変換精度が高いとされる。

その他はCorelDRAWの項を参照

## 主な同梱ソフトウェア
2024年現在の CorelDRAW Graphics Suite には以下のソフトウェアが同梱されている。
CorelDRAW
AI形式やCMYKにも対応しているDTPソフトウェア
Corel PHOTO-PAINT
CMYKに対応している画像処理(フォトレタッチ)ソフトウェア
Corel CAPTURE
静止画・動画の画面キャプチャソフトウェア
Corel PowerTRACE
ラスター画像からベクター画像を作り出すトレースソフトウェア
AfterShot
RAW 写真編集ソフト
Font Manager
フォントの検索および管理ツール

## 歴史
CorelDRAWは、1989年にWindows OS用DTPソフトウェアとして発売され、20年以上たった現在でも販売されている数少ないソフトウェアだが、CorelDRAW Graphics Suiteという「統合パッケージ」での販売は、少なくともCorelDRAW 6の頃から存在していた。。 
現在では単体販売はされておらず、統合パッケージでしか入手することはできない。 
バージョンX3（2006年8月4日）
40以上の新機能の追加
- 【CorelDRAW】星形・多角形ツール、スマート塗りつぶしツール、ベベル効果、切り抜きツール、境界線の作成、インタラクティブなテキストパスの結合ツール、PANTONEカラーパレットの強化（印刷カラー分解時にCMYKに変換されなくなった）、オーバービュープリント（的確な印刷用オブジェクトのプレビュー）など。【PHOTO-PAINT】イメージ調整ラボ(写真の色とトーンを調整できる）【Corel PowerTRACE】機能向上。（バージョン12まであったR.A.V.E.（フラッシュ動画作成ソフト）は付属しなくなった。）

バージョンX3 Plus（2007年8月3日）
最新アップデータが適用されたVista対応版。初回数量限定でオフィシャルガイドブックが付属していたり、素材大手のDesignEXchange のダウンロード優待価格サービスなどが付属されていた。
バージョンX4（2008年8月15日）
【CorelDRAW】テーブルツール、ページごとのレイヤー機能、テキストのライブプレビュー（フォントをポインターで選択すると、リアルタイムで文字が変わっていく）段落テキストのミラー化【PHOTO-PAINT】RAW画像の対応強化、トーンカーブの操作性向上【Corel PowerTRACE】中心線トレース。トレース中のカラー数・ノード数の増減、削除が可能に。
バージョンX5（2010年9月10日）
【CorelDRAW】新規ドキュメントダイアログ、属性スポイトツール、イメージパレット、Bスプラインツール、直線コネクタ、丸型の角（スカラップ、丸型、面取り）、ピクセルプレビュー、カラーダイアログの強化（スポイトツールが搭載、16進数カラー値で選択可能に）、「カラー校正の設定」ウィンドウ、「Webにエクスポート」ダイアログで透過PNGなどが作成しやすくなった。VSTAとの統合も行われ、ダイナミックアドインを作成できるようになった。機能強化はメッシュ塗りつぶしツール、曲線ツール、セグメント寸法線ツールなど。【PHOTO-PAINT】オブジェクトウィンドウの機能強化、フォト効果（自然な彩度、グレースケール、フォトフィルタ）【Corel PowerTRACE】トレース結果を大幅に向上。【Corel CONNECT】が新しく同梱。素材やテンプレートが管理しやすくなった。
バージョンX6（2012年8月24日）
Windows 8　64bitネイティブ、マルチコアCPU対応。【CorelDRAW】オブジェクトプロパティのウィンドウの再構成、ベクトルデータの整形ツール（塗り付け、旋回、引き付け、反発）、クリップマスクの作成、カラーの調和（色のバランスを保ったまま別の配色を試すことができる）、カラースタイルパレット（ベクターで構成されたグループを選択し、特定の色を任意の色に変更できる。100個バラバラの赤だけを緑に変更する等が可能になった）、マスターレイヤー機能、ページ番号付け、整列ガイド（リアルタイムで変動するガイドライン）、インタラクティブフレーム、プレースホルダ　テキスト、OpenTypeのサポート【PHOTO-PAINT】スマートカーバー（PaintshopProに搭載されている、写真の不要な領域を削除すると同時に縦横比を調整する機能）パススルーマージモード（グループの下のレイヤにあるオブジェクトにもレンズなどの効果が適用される機能）【Corel Website Creator】Webサイト作成ソフトを同梱。
バージョンX7（2014年5月23日）
インターフェイスの一新。【CorelDRAW】塗りつぶしの編集ダイアログボックス、グラデーション塗りつぶし、塗りつぶしピッカー、塗りつぶしの作成、ベクタオブジェクトのスムース化、ウィンドウ枠のカラーのカスタマイズ、作業領域、QRコード作成機能、補色の検索、オブジェクトの輪郭配置、オブジェクトスタイルのプレビューなど【PHOTO-PAINT】ガウスぼかし効果、液体ツール（塗り付け、旋回、引き付け、反発）、アンシャープマスクレンズ、インタラクティブブラシストロークの透明度とフェード、特殊効果（ボケぼかし、カラー化、セピア調、タイムマシンなど）、平面マスクツール、レンズ補正（糸巻型や樽型の歪曲を除去、補正）
バージョンX8（2016年3月16日）
【CorelDRAW】リアルタイムスタイラス（RTS)の対応、オブジェクトの表示/非表示、5Kディスプレイ対応、マルチモニタ対応、Windows 10最適化、デスクトップカラーのカスタマイズ、UIの自由度の向上（アイコンサイズは最大250％）ガウスぼかしのドロップシャドウ、【PHOTO-PAINT】遠近感の歪み補正、修復クローンツールなど
バージョン2017（2017年4月12日）
【CorelDRAW】LiveSketchツール（人工知能（AI）による、スケッチを正確なベクトル曲線に変更）、スタイラス機能の向上、カスタムノード（曲線、図形の各ノードタイプに一定の図形を割り当てることが可能に。）インタラクティブスライダ（透明度やブレンド、押出、ドロップシャドウ、押し出し、等高線などの作業時に便利）【PHOTO-PAINT】スタイラス対応（修正ツールや消しゴムツールなどで筆圧、方向、傾き、回転機能）
バージョン2018（2018年4月20日）
【CorelDRAW】対称描画モード（万華鏡・左右対称などのデザインの自動化）、ブロックシャドウツール（影をベクトルで作成）、整列／配置ノード、図形の罫線の、破線や輪郭の角の調整機能、インパクトツール（ベクトルオブジェクトとして勢いのある線を追加）、Postillzer（画像・図形からトーンのような点描画像に変換）、PhotoCocktail（画像からモザイクタイルの作成）、写真の傾き・遠近をインタラクティブに補正。ビットマップにエンベロープを適用、WordPressへのアップロード機能。【Corel AfterShot】が同梱され、【Corel Website Creator】は廃止になった。
バージョン2019（2019年3月22日）
【CorelDRAW】非破壊的な効果、新オブジェクトドッキングウィンドウ（オブジェクトの内容が小さくサムネイル表示されるように）、ピクセルワークフロー、検索・置換ドッキングウィンドウ、差し込み印刷、PDF/Aへの対応、SharePointとの連携。【Corel PHOTO-PAINT】64ビットTWAINスキャナに対応【CorelDRAW.app】Webアプリ化。iOSでもAndroidでもデザインを開始し、続きをCorelDRAWで行うことができる。CorelDRAWで作成したデータにコメントを付けることができる。
バージョン2020（2020年3月26日）
スマート選択ツール、PowerTRACEがAI搭載モデルになりビットマップからベクターへのトレーシング強化、AIを使った画像のノイズ除去、画質向上機能。検索と置換の改善。OpenType 変数フォントを調整するスライダー (Windows のみ)。
バージョン2021（2020年3月26日）
新しいパースペクティブ描画、マルチページビュー、ページドッカー/インスペクター、自動調整ページ、調整ドッカー/インスペクター、カラー置換機能の強化、マルチアセットエクスポート、遠近法で描画、カスタムガイドラインの管理、Snap to Self（スナップのオンオフ切り替え）、HEIF対応、コラボレーション機能（ダッシュボードでプレビューとコメント数やプロジェクト状況を確認。ライブ機能でコメントをリアルタイム共有、Microsoft Teamsの統合）。iPad対応（Apple Siliconネイティブサポート、CorelDRAW.app for iPad） CorelDARW.appでどのＯＳでもブラウザから操作可能。
バージョン2022（2020年3月26日）
非破壊的な写真編集とフィルター、プリセットと組み合わせた写真編集機能、新しいテンプレート、新しいマルチページツール、およびより多くの複数形式のエクスポートが含まれています。
バージョン2023（2023年4月24日）
新しいカーブ編集ツール、更新された Pantone サポート、およびバグ修正が含まれています。サブスクリプションユーザー向けにデザインテンプレートが追加。
バージョン2024（2020年3月26日）
Painterのブラシ技術に基づく100種の「ペインタリーブラシ」。WebP対応

## 廉価版
CorelDRAW Graphics Suite が5万円台なのに対し、1万円弱で購入できるのが、CorelDRAW Essentials シリーズである。元々Essentials はCorelDRAW のみで販売されていた商品だが、2008年発売のEssentials 4 にて Photo-Paint Essentials が同梱されたことにより、GraphicsSuite の廉価版となった。
また、CorelDRAW Graphics Suite と CorelDRAW Essentials の中間的な位置づけとして、Essentials より機能削減の少ない CorelDRAW Standard も発売されている。CorelDRAW Standard には Photo-Paint Standard が同梱されている。